# Tambakaji
Tambakaji is een bestuurslaag in het regentschap Semarang van de provincie Midden-Java, Indonesië. Tambakaji telt 22.867 inwoners (volkstelling 2010).